# Sogölen
Sogölen är en sjö i Vetlanda kommun i Småland och ingår i Emåns huvudavrinningsområde.